# Колдер, Дэвид
Дэ́вид «Дейв» Ко́лдер (англ. David "Dave" Calder; род. 21 мая 1978, Брандон, Манитоба) — канадский гребец, выступавший за сборную Канады по академической гребле в период 1994—2012 годов. Серебряный призёр летних Олимпийских игр в Пекине, чемпион мира, победитель этапов Кубка мира, победитель и призёр многих регат национального и международного значения.

## Биография
Дэвид Колдер родился 21 мая 1978 года в городе Брандон провинции Манитоба.
Заниматься академической греблей начал в 1992 году, проходил подготовку в Виктории, Британская Колумбия, в местном одноимённом клубе «Виктория». Состоял в гребной команде во время учёбы в Брентвудском колледже, неоднократно принимал участие в различных студенческих регатах.
Впервые заявил о себе в гребле на международной арене в 1994 году, выиграв бронзовую медаль в распашных безрульных четвёрках на чемпионате мира среди юниоров в Мюнхене. Год спустя занял 12 место в парных двойках на юниорском мировом первенстве в Познани. Ещё через год на аналогичных соревнованиях в Глазго одержал победу в двойках без рулевого.
В 1997 году вошёл в основной состав канадской национальной сборной и дебютировал на взрослом международном уровне, в частности в восьмёрках выиграл серебряную медаль на этапе Кубка мира в Люцерне и стал восьмым на чемпионате мира в Эгбелете.
На мировом первенстве 1998 года в Кёльне вновь показал восьмой результат в восьмёрках.
В 1999 году в безрульных двойках победил на этапе Кубка мира в Вене, взял бронзу на этапе в Люцерне, занял восьмое место на домашнем чемпионате мира в Сент-Катаринсе.
Благодаря череде удачных выступлений удостоился права защищать честь страны на летних Олимпийских играх 2000 года в Сиднее. В восьмёрках сумел квалифицироваться лишь в утешительный финал В и расположился в итоговом протоколе соревнований на седьмой строке.
В 2003 году на чемпионате мира в Милане победил в восьмёрках, был лучшим и на этапе Кубка мира в Люцерне.
На Олимпийских играх 2004 года в Афинах стартовал в безрульных двойках, но вновь оказался в финале В и стал в итоге двенадцатым.
Выиграв этап Кубка мира 2008 года в Люцерне, благополучно прошёл отбор на Олимпийские игры в Пекине. На сей раз в программе безрульных двоек вместе с напарником Скоттом Франдсеном пришёл к финишу вторым, уступив около двух секунд экипажу из Австралии, и тем самым завоевал серебряную олимпийскую медаль.
После пекинской Олимпиады Колдер остался в составе гребной команды Канады на ещё один олимпийский цикл и продолжил принимать участие в крупнейших международных регатах. Так, в 2010 году он стартовал в восьмёрках на чемпионате мира в Карапиро, но был здесь только восьмым.
В 2011 году в безрульных двойках выиграл бронзовую медаль на этапе Кубка мира в Люцерне и финишировал пятым на мировом первенстве в Бледе.
Получив серебро на этапе Кубка мира 2012 года в Люцерне, затем участвовал в Олимпийских играх в Лондоне — в программе распашных двоек без рулевого занял итоговое шестое место. Вскоре по окончании этих соревнований принял решение завершить карьеру профессионального спортсмена.
Впоследствии проявил себя в политике, работал в Министерстве энергетики, шахт и нефтяных ресурсов Британской Колумбии. В 2017 году баллотировался в Парламент Британской Колумбии от Либеральной партии.